# Wenche Blomberg

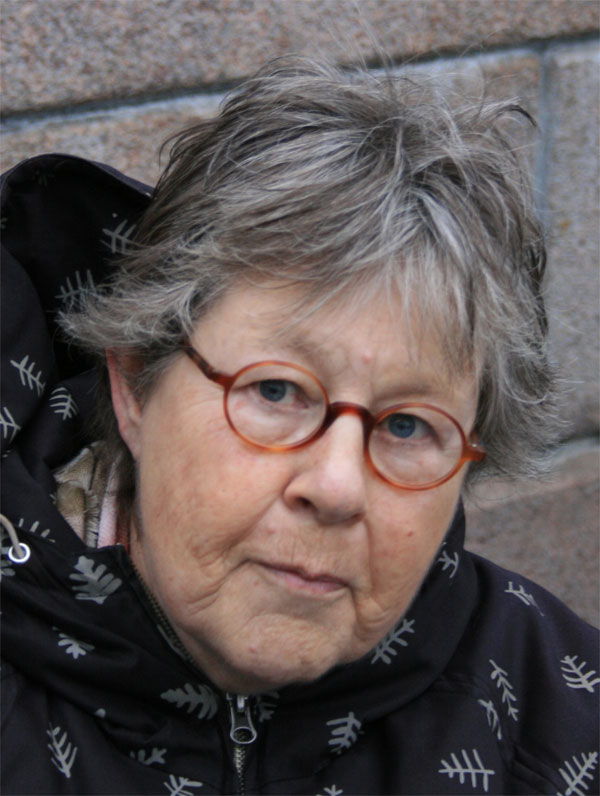
Wenche Blomberg (2007).

Wenche Blomberg, född 23 juni 1943 i Tønsberg, Vestfold fylke, död 27 oktober 2023, var en norsk författare. Hon var utbildad journalist, bibliotekarie och kriminolog. 
Blomberg har skrivit flera barn- och ungdomsböcker, däribland Appelsinenes land (1980), om palestinska barns vardag 1947–1948, bilderboken Jeg skal få en katt (1983), Kiai! (1987) och bilderboken Vesle Perlegrå (2004) med illustrationer av Bo Gaustad. Hon har också skrivit fackböcker och sångspel om Mellanöstern, samt utgivit bland annat For døve ører (1990) och Karoline og vitenskapen (1993), båda om övergrepp inom psykiatrin, och Galskapens hus. Internering og utskilling i Norge 1550—1850 (2002), om de psykiatriska institutionernas historia. Hon mottog NBU-priset 1992.